# 고흥 서동사
고흥 서동사(高興 西洞祠)는 대한민국 전라남도 고흥군 대서면 화산리에 있는 사당이다. 1987년 9월 18일 전라남도의 문화재자료 제155호로 지정되었다.

## 개요
조선 전기의 문신인 송간(1405∼1480)을 중심으로 송대립·송심·송순례 등의 여산 송씨와 매월당 김시습 등 11분의 위패를 모시고 있는 사당이다.
송간은 세종, 문종, 단종의 세 임금을 섬겨 벼슬이 가선대부까지 이르렀다. 1455년 왕의 명령으로 남방을 순시하고 돌아오는 길에 단종이 영월로 쫓겨갔다는 소식을 듣고 영월에 가서 단종에게 그의 임무가 끝났음을 알렸다. 그 뒤 바로 고향인 여산에 가 있다가 단종이 죽었다는 소식을 듣고 깊은 산 속에서 3년 상을 마치고 통곡하며 산천을 돌아다니다 생을 마쳤다.
건물은 정조 9년(1785)에 여산 송씨인 송간·송대립·송심과 고흥 유씨인 유탁 그리고 영광 정씨인 정연희를 함께 모시고 ‘운곡사’란 이름으로 세웠다. 10년 뒤인 정조 20년(1796)에는 3성씨를 분리하여 건물을 따로 마련하고 ‘세충사’로 고쳐 불렀다. 순조 1년(1801)에는 송건·송순례·송희립을, 순조 33년(1833)에는 송상보·송득운·송석륭을 추가로 모셨으며 헌종 12년(1846)에 매월당 김시습을 함께 봉안하였다. 흥선대원군 때 훼손되었으나 1956년 지금 있는 자리에 다시 세우면서 송홍연과 송진부를 추배해 모두 11분의 위패를 모시고 있다.
건물은 앞면 3칸·옆면 2칸 규모로 지붕은 옆면에서 볼 때 사람 인(人)자 모양을 한 맞배지붕이다. 그밖에 강당과 동재, 서재, 창효사, 양평문, 내외삼문 등의 건물이 같은 경내에 들어서 있다.

## 참고 문헌
- 고흥서동사 - 국가유산청 국가유산포털